# Alfred Stamer
Alfred Stamer (* 8. November 1887 in Hamburg; † 23. April 1966 in Reinbek) war ein deutscher Politiker (SPD).

## Leben
Der Sohn eines Arbeiters besuchte die Volksschule und war bis 1912 als Fabrik-, Erd- und Bauarbeiter tätig. Von Februar 1912 bis 1919 war er beim Gemeindearbeiterverband in Berlin angestellt, unterbrochen von 1914 bis 1918 durch seine Teilnahme am Ersten Weltkrieg, aus dem er als Kriegsbeschädigter heimkehrte. Von 1919 bis März 1921 war er Gauleiter des ostpreußischen Gemeindearbeiterverbandes in Königsberg, von Juli 1921 bis September 1922 Gauleiter des Reichsbundes der Kriegsteilnehmer und Kriegsbeschädigten für Ostpreußen mit Sitz in Königsberg.
Stamer trat 1906 in die SPD ein. Im Februar 1921 wurde er als Abgeordneter in den Preußischen Landtag gewählt, dem er bis 1924 angehörte. Im Parlament vertrat er den Wahlkreis 1 (Ostpreußen).
Ab Oktober 1922 bekleidete er das Amt des hauptamtlichen Bürgermeisters der Seestadt Pillau, das er bereits Anfang Juli 1922 kommissarisch übernommen hatte.
Nach der Machtübernahme der Nationalsozialisten wurde Stamer als Bürgermeister von Pillau abgesetzt. Sein Pensionsanspruch erlosch. Zweimal, vom 6. bis 7. Februar sowie vom 18. bis 20. April 1933 wurde er in „Schutzhaft“ genommen. Am 12. August 1933 wurde er unter Aufsicht von Karl Lührs, Ortsgruppenleiter der NSDAP in Friedrichsgabe, wohin er geflohen war, bei einer Durchsuchungsaktion von Männern der SA misshandelt. Zwei Tage später erfolgte seine Einweisung in das KZ Kuhlen bei Rickling. Im Zusammenhang mit der Auflösung des Konzentrationslagers wurde er am 26. Oktober 1933 aus der Haft entlassen. Stamer musste auf Druck der Nationalsozialisten Pillau verlassen und verlegte seinen Wohnsitz nach Hamburg. Er arbeitete von 1936 bis 1937 als Erdarbeiter auf dem Friedhof Öjendorf. Danach war er als Holzarbeiter und später als Lagermeister bei einer Hamburger Firma tätig. Bis zum Ende des Zweiten Weltkrieges wurde er von der Gestapo wiederum zweimal für kurze Zeit inhaftiert.
Stamer betätigte sich ab 1945 an der Neugründung der SPD in Wilhelmsburg. Im August 1946 wurde er Ortsdienststellenleiter der Hamburger Stadtverwaltung.